# Germán Frers

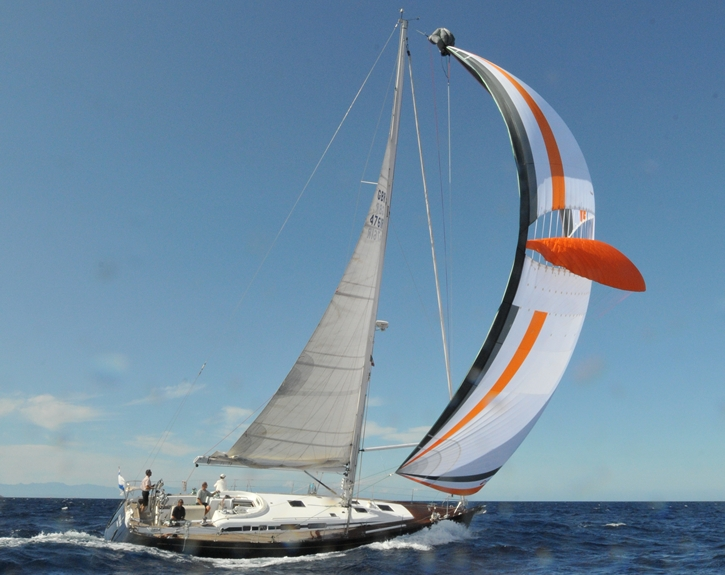
En Swan 53 ritad av Germán Frers.

Germán Frers, född 4 juli 1941, är en argentinsk yachtkonstruktör med verksamhet i Buenos Aires i Argentina. Han driver Frers Naval Architecture & Engineering tillsammans med sin son Germán Frers Jr. Företaget grundades av hans far Germán Frers.
Frers ritar mest one-off båtar, men är även känd för att rita seriebyggda segelbåtar för bland andra franska Bénéteau och Dufour, svenska Hallberg-Rassy och Sweden Yachts samt finländska Nautor's Swan. Frers ritade även en motorbåt åt Storebro Boats. 